# 三谷幸広
 三谷 幸広（みたに ゆきひろ、1960年 - ）は、日本の漫画家。香川県出身。

## 略歴
1981年7月1日から1988年9月30日まで藤子スタジオ在籍。その後、少年漫画、学習漫画、クイズ、パズルなどを手がける。

## 作品
- フツーじゃないネ! （週刊少年マガジン1984年14号、デビュー作）
- オレたち!グレイト!（フレッシュマガジン、1984年）
- 総決算の日（フレッシュマガジン、1986年）
- 食べ物おもしろ365日　あなたの街にもあるかな?食べ物探検ゾーン（科学と学習増刊号、1990年）
- ロボッちゃん（コロコロコミックスペシャル、1990年2月号）
- 激突!アニマル軍団（コロコロコミック夏休み増刊号、1990年）
- 昆虫のなぞ大発見（小学館、1995年）
- ザ・ドラえもんズ スペシャル（原作・宮崎まさる）
  - ザ・ドラえもんズ スペシャル ロボット養成学校編
  - 最新ドラえもんひみつ百科
- 超ムズなぞなぞ（小学館、1998年）
- 論語くん（毎日小学生新聞、2014年 - 、論語監修/竹内貴久雄）
  - 2015年に単行本1巻刊行

これら以外に、藤子・F・不二雄作品やテレビアニメを翻案した作品、キャラクター利用の学習漫画・パズル等を手がけている。